# Tifoseria dell'Unione Sportiva Catanzaro 1929
Nella presente pagina sono riportate informazioni sulla storia, evoluzione, demografia nonché dati riguardanti alla formazione e orientamento politico degli gruppi organizzati di tifosi del Unione Sportiva Catanzaro 1929, società calcistica di Catanzaro.

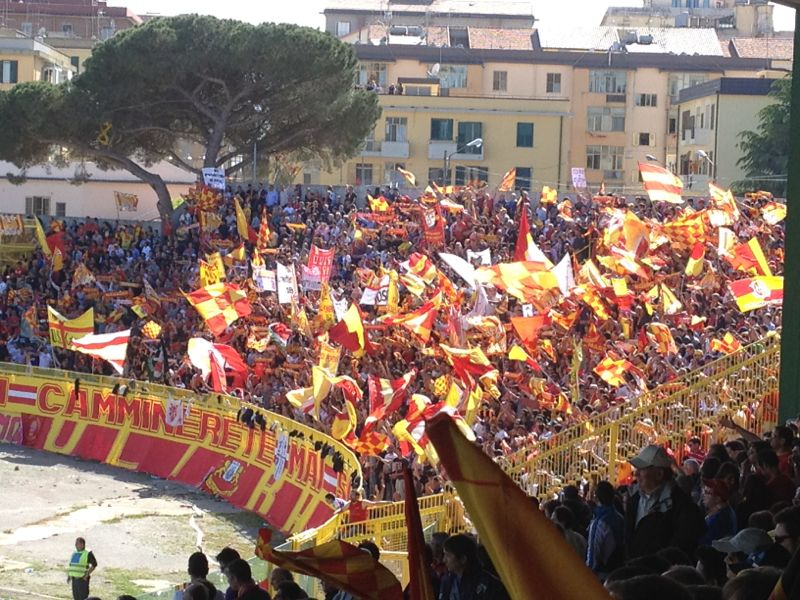
La Curva in un match della stagione 2011-2012.

## Composizione demografica
Da uno studio effettuato nel 2006 dall'Università Magna Græcia, risulta che negli anni settanta il Catanzaro figurasse tra i dieci club più tifati in Italia, nonostante il ristretto bacino d'utenza rispetto alle grandi metropoli del calcio italiano.
I dati riguardanti il numero di tifosi di cui dispone in tempi odierni il Catanzaro è tuttavia confortante, se messo in relazione al numero di tifosi provenienti da tutta la regione che assistono alle partite casalinghe, al numero di tifosi che costantemente seguono la squadra in trasferta ed al numero di club presenti in Italia e all'estero.Al 2025 la squadra risulta essere la più seguita della serie B in trasferta.

## Orientamento politico
Per quanto riguarda l'ideologia politica, la tifoseria organizzata catanzarese si dichiara apolitica.

## Fan clubs
Il Catanzaro può beneficiare di numerosi club organizzati attivi partecipati da tifosi residenti al di fuori della Provincia e della Calabria. Fra i principali, è possibile citare i club "Milano Giallorossa" e il gruppo organizzato ma non club "Aquile del Nord", aventi sede in Lombardia, il "Catanzaro Club Piemonte" , il club "Massimo Palanca" (Bologna), il club a Roma "Catanzaro Club Roma",  il club a Roma “Pietro Iemmello”il "Catanzaro Club Carlo La Forza" e "Aquile Reali Torino" a Torino, il Catanzaro Club Aquile delle Alpi - Aosta, Catanzaro Club Cornaredo con sede nell'omonima città, il Catanzaro Club Petrizzi e il Catanzaro Club Gianni Improta ad Isola Capo Rizzuto.

## Tifoseria organizzata

Gli ultras catanzaresi negli anni ottanta

Sovente considerata tra le migliori tifoserie d'Italia, la maggior parte dei tifosi del Catanzaro proviene dalla città e dalla sua provincia, ma una grossa fetta è rappresentata da sostenitori residenti nei comuni staccatisi dalla stessa provincia (ossia Crotone e Vibo Valentia) e tifosi provenienti dai comuni della Locride.
Nel periodo di maggior successo, quello della Serie A tra il 1970 e il 1983, il Catanzaro era la squadra che rappresentava e identificava tutta la Calabria, raccogliendo tifosi da ogni parte della regione. Grande seguito inoltre si registrava tra gli emigranti calabresi stabilitisi nel nord dell'Italia per le trasferte dei giallorossi durante il citato periodo in cui i giallorossi militavano in massima serie. La tifoseria del Catanzaro è sovente considerata come una fra le migliori d'Italia in relazione al numero di abitanti della città, che costituisce un bacino d'utenza ristretto rispetto a quello di cui possono fruire le maggiori piazze del calcio italiano.

Torciata della Curva Massimo Capraro risalente ai primi anni duemila.

La tifoseria organizzata incarna i valori e l'idealismo del football popolare. A partire dagli anni novanta è caratterizzata da uno stile di tifo inglese, con largo uso di drappi e due aste, incentivato anche dall'estetica delle gradinate dello Stadio Nicola Ceravolo - caratterizzate al tempo da cemento nudo e transenne - che rimanda all'aspetto delle curve degli stadi inglesi precedentemente ai provvedimenti restrittivi adottati in seguito al Rapporto Taylor. Il movimento ultras arriva a Catanzaro nel 1973, con la nascita dello storico gruppo "Ultras Catanzaro 1973", conosciuto anche con la sigla UC '73. Il gruppo, che nel corso degli anni ha raccolto segni di stima da molte tifoserie, è uno dei più longevi del panorama ultras nazionale.
Nel 1984 nasce uno dei primi gruppi ultras femminili d'Italia, il Commando Girl. In quel periodo, i principali gruppi della curva erano i Wild Eagles e le Brigate Catanzaro.
Nel mese di settembre del 1989 viene fondato, nel quartiere Pontepiccolo della città, il Tipsy Group, gruppo che ben presto diviene il braccio armato della curva.
Nel corso degli anni hanno affiancato gli Ultras Catanzaro 1973 e le sue numerose sezioni sparse nella regione - tra cui si ricordano quelle di Soverato, Lamezia Terme, Cutro, Cotronei, Isola di Capo Rizzuto; e quelle del Centro Nord - di Roma, Brescia, Firenze, Perugia, Pisa e Pero (MI) - i Wild Eagles, le SAG (Squadre d'Azione Giallorossa), i Fedayn Mater Domini, i The Giants, la Generazione, gli Avulsi, il Tipsy Group, il cui motto era "we drink your beer, we fuck your women", gli Incoscienti, gli Exalters, la Brigata, il Gruppo Stadio, i Maestri Tessitori, i Mods Rule, i West Gate Soccer Fan, i Southern, l'Irish Clan, il QSC, i Teski, il Fronte Sudista, i The Bronx, la Vecchia Guardia,Skinheads Catanzaro, CapuToste ed Hells Angels
Nel mondo della tifoseria catanzarese sono altresì esistiti molti club di tifoseria moderata, apolitica e non-ultras: fra i principali si ricordano il Club A. Banelli, intitolato all'omonimo capitano degli anni settanta, il Club M. Palanca, intitolato al calciatore più rappresentativa della storia del club, il Catanzaro Club 79, il Club Centro Storico 1911, e il Club Torrini, dedicato a Pietro Torrini, scomparso prematuramente in uno scontro di gioco quando indossava la casacca dei calabresi, il "Catanzaro Club Carlo La Forza" intitolato ad un grande tifoso prematuramente scomparso che fece parlare di sé in tutta Italia per il suo gesto di volersi abbonare ugualmente poco prima di morire per far sapere a suo figlio piccolo quanto amasse il Catanzaro.
Il 18 ottobre 2013, in occasione del match casalingo contro l'Ascoli, gli Ultras Catanzaro 1973 hanno accolto la squadra con un'imponente coreografia per festeggiare i 40 anni di attività del gruppo. La tifoseria giallorossa, è stata collocata dal sito specializzato francese lagrinta.fr all'ottavo posto fra le dieci tifoserie più belle del weekend.
Durante la stagione 2014-2015, tramite un sondaggio fatto su Sportube.tv, che ospita Lega Pro Channel, la Curva Ovest Massimo Capraro arriva a giocarsi la palma di curva più bella della Lega Pro in finale contro quelle di Salernitana e Lecce.
I gruppi che compongono la tifoseria organizzata sono gli Ultras Catanzaro 1973, i Volti Noti e il Tipsy Group, coadiuvati dai Fieramente Catanzaresi, Borgia Clan, Siano Korps, Sala, Antichi Lanari, West Gate Soccer Casuals, Cani Sciolti, Soliti Ignoti, Mater Domini, Warriors Catanzaro, Pontegrande, Aquile del Nord e In...dipendenti Catanzaro. La curva è intitolata all'ultras Massimo Capraro, scomparso nella notte tra il 4 e il 5 luglio del 1994, all'età di 27 anni, a causa di un incidente stradale.

## Gemellaggi e rivalità

### Gemellaggi e amicizie
Gemellaggi
- Fiorentina
- Brescia
- Barletta
- Austria Salisburgo

I tifosi del Catanzaro conservano un gemellaggio con la tifoseria della Fiorentina, nato in occasione della finale di Coppa Italia 1965-1966 e rafforzata agli inizi degli anni ottanta, subito dopo il secondo posto dei Viola nel campionato 1981-82; il Catanzaro ospitava la Juventus nella partita decisiva per l'assegnazione dello scudetto e l'accoglienza dei tifosi calabresi a squadra e sostenitori bianconeri fu pessima. Ciò accentuò il legame con i tifosi fiorentini. Inoltre, all'epoca, molti calabresi, che frequentavano l'Università di Firenze, simpatizzavano per la squadra viola e spesso andavano allo stadio a tifare.
Tuttavia, risulta un'ipotesi poco coerente attribuire come data di inizio del gemellaggio il 1966, giacché all'epoca fra le tifoserie delle due squadre non esistevano gruppi organizzati.
Gemellaggio di vecchia data è con la tifoseria del Barletta. Esso nasce il 31 maggio 1987. Allo stadio Cosimo Puttilli della città pugliese si affrontano i locali contro i calabresi. In quell'occasione il Catanzaro conquistò la promozione in Serie B, raggiunta successivamente anche dal Barletta. Da allora durante i match che vedono fronteggiarsi le due formazioni, sono reciproci i cori di stima e la calorosa accoglienza che si scambiano le due tifoserie.
Al termine della sfida di ritorno valida per il campionato di Lega Pro Prima Divisione 2013-2014, disputata a Barletta e vinta ampiamente dagli ospiti, la tifoseria locale ha ignorato i calciatori biancorossi inneggiando e richiamando sotto la curva i calabresi.
Altro gemellaggio di vecchia data, lega la tifoseria calabrese con i lombardi del Brescia. Risalente agli anni ottanta, col passare degli anni, a causa della mancanza di occasioni nelle quali le due tifoserie potessero incontrarsi, si è leggermente affievolita. Nell'ottobre 2013, a seguito dei festeggiamenti per i 40 degli Ultras Catanzaro 1973, la curva nord bresciana ha esposto uno striscione recante la scritta 40 anni di onorata carriera... Brescia saluta la Catanzaro "guerriera"!, nella gara interna giocata col Cittadella. Il gemellaggio si è rinnovato in occasione del nuovo incontro tra le due compagini in Serie B, il 23 dicembre 2023, con oltre 200 tifosi bresciani accorsi nel capoluogo calabrese per onorare il rapporto che dura ormai da decenni.
Durante il campionato di Lega Pro Prima Divisione 2012-2013, si è venuto a creare un rapporto d'amicizia con i supporters austriaci dell'Austria Salisburgo. Gli ultras viola intrattengono dal 2000 un rapporto di gemellaggio con gli ultras del Barletta, a loro volta gemellati con quelli del Catanzaro. In occasione dell'ultima partita del campionato in questione, una delegazione di ultras appartenenti al gruppo "TGS - Tough Guys Salzburg 1992", si sono recati nel capoluogo calabrese per assistere, ospiti nella curva Massimo Capraro, al match contro l'Avellino. Col tempo si concretizza il gemellaggio ufficiale tra "Ultras Catanzaro 1973" e "TGS".
Amicizie
- Nocerina
- Siracusa
- Olbia
- Vibonese
- Potenza
- Locri
- Sambiase
- Rosarno
- Sampdoria (con cui vi era un gemellaggio fino alla prima metà degli anni 2000. Attualmente permane forte amicizia tra le parti)
- Inter (Squilibrati)
- Ostenda
- Club Bruges
- Atlético Madrid
- Sporting Lisbona
- Újpest

L'amicizia con i tifosi della Nocerina pone le sue radici in uno spareggio datato 18 giugno 1978, disputato a Catanzaro fra la formazione campana ed il Catania. Per l'occasione, gli ultras giallorossi decidono di schierarsi al fianco dei "molossi", in netta minoranza rispetto agli etnei. Alla vittoria sul campo della Nocerina, seguono duri scontri all'esterno dello stadio, con molti tifosi della Nocerina che trovano riparo e accoglienza nelle case dei catanzaresi.
Nei confini regionali, sono da segnalare i buoni rapporti con la tifoseria della Vibonese. L'amicizia in questione va oltre l'ambito calcistico, è favorita dal fatto che la città di Vibo Valentia fino al 1992 ha fatto parte della Provincia di Catanzaro. Non a caso gli incontri fra le due squadre sono definiti "Derby dell'amicizia". Le sfide giocate al Luigi Razza hanno sempre fatto registrare il tutto esaurito grazie alla massiccia presenza di catanzaresi accorsi in trasferta, accolti calorosamente dai "cugini" vibonesi.
Altre amicizie molto sentite si hanno con la tifoseria dell'Olbia, e con la tifoseria del Siracusa, risalente ai primi anni novanta e con cui tutt'oggi, ogni qual volta le due squadre s'incontrano, viene rinnovato anche con incontri extra calcistici. Altri rapporti di amicizia sono sostenuti con le tifoserie del Potenza (Il rapporto tra le due tifoserie affonda le radici nei primi anni novanta, quando sia la curva ovest di Potenza che quella di Catanzaro furono colpite da gravi lutti e le due curve si scambiarono striscioni di reciproca vicinanza. Da allora potentini e catanzaresi hanno mantenuto vivo il rapporto, che soprattutto negli ultimi anni si è saldato ancora di più concretizzando un rapporto di amicizia), Sporting Lisbona (accomunati dall'amicizia che lega i portoghesi ai gemellati fiorentini), Locri, Rosarno, Sambiase, Újpest (anch'essi legati ai fiorentini da un rapporto di amicizia) e anche il gruppo organizzato "Squilibrati" dell'Inter. Inoltre, esisteva un gemellaggio con la tifoseria della Sampdoria, caratterizzato fino alla prima metà degli anni duemila da visite reciproche. Continuano comunque a permanere rapporti di rispetto e stima reciproca tra le due tifoserie.
Sempre all'estero, è da segnalare un'amicizia con il "Frente Atletico de Madrid 1982", principale gruppo organizzato della tifoseria dell'Atlético Madrid, risalente ai primi anni duemila e caratterizzata da sporadiche visite reciproche.
Rispetto
 Avellino
 Mantova
 Ascoli
 Pescara

### Cattivi rapporti
Rivalità regionali
- Cosenza
- Reggina
- Crotone
- Vigor Lamezia

I tifosi del Catanzaro ringraziano la città di Cosenza, storica rivale, in occasione dei festeggiamenti per la conquista della prima promozione in Serie A del 1971.

Rivali storici della tifoseria catanzarese, sono i "cugini" del Cosenza. Negli anni ottanta e novanta durante gli incontri tra Catanzaro e Cosenza si registrarono vere e proprie guerriglie in entrambe le città calabresi.
Dopo anni di mancati incontri, per via delle differenti categorie in cui militavano le squadre, negli ultimi anni le compagini giallorossa e rossoblu militano nel campionato di serie C e si registrano momenti di tensione durante le partite. Famosissimo il gesto di goliardia degli ultras catanzaresi a cui era vietata la trasferta nella città bruzia, nel 2008. In quell'occasione infatti i tifosi catanzaresi sorvolarono con dei deltaplani lo stadio comunale "San Vito" di Cosenza esponendo e lanciando sul campo di gioco uno striscione recante la scritta " le aquile vi sovrastano sempre".
Sempre nei confini regionali recentemente si sono inaspriti e rotti definitivamente i rapporti con i corregionali della Reggina. Con la tifoseria amaranto esisteva infatti un gemellaggio, risalente agli anni ottanta, che ha avuto il suo apice nei primi anni novanta, caratterizzato da numerose visite reciproche. A seguito dello scioglimento dei gruppi ultras reggini "Warriors" e "Fighters", i rapporti si sono incrinati, per poi sfociare in una vera e propria rivalità nell'Agosto del 2017, durante il match di coppa Italia si sono registrati momenti di tensione fuori dallo stadio di Reggio Calabria, accadimento che sancí una vera e propria rivalità tra le due tifoserie. Le città di Catanzaro e Reggio Calabria sono storicamente rivali a causa della disputa per il capoluogo di regione, avvenuta nel 1970, e sfociata nei Fatti di Reggio. Ciò contribuisce a rendere ancor più aspri i rapporti. Dopo i fatti sopra descritti, resta l'amicizia a livello personale fra esponenti degli Ultras Catanzaro e quello del "CUCN", un tempo principale gruppo organizzato della tifoseria reggina.
Con Crotone e Vigor Lamezia (con cui esisteva una amicizia durata fino al 93) gli incontri sono spesso stati caratterizzati da duri scontri fra le frange più calde di tifosi; tuttavia la rivalità è vissuta in maniera abbastanza tiepida sulla sponda catanzarese.
Rivalità interregionali
- Catania
- Messina
- Palermo
- Acireale
- Fidelis Andria
- Taranto
- Casarano
- Juve Stabia
- Casertana
- Atalanta

- Venezia
- Perugia
- Battipagliese
- Arezzo
- Verona
- Pisa
- Modena
- Brindisi
- Genoa
- Frosinone

Altre rivalità molto accese sono con la tifoseria del Catania, che ebbe inizio quando, nel campionato di Serie C 1977-78, i catanzaresi ospitarono la Nocerina allo stadio Ceravolo in occasione dello spareggio con il Catania, valido per la promozione in B, e con la tifoseria del Messina.
Rivalità minori sono con gli andriesi, acesi (con cui vi furono violenti scontri nel post partita di Catanzaro-Acireale, valevole per la finale play-off di Serie C2 2002-2003)
, palermitani, casaranesi, tarantini, brindisini, casertani (gemellati con i rivali cosentini), veronesi (che ha toccato il suo apice in uno spareggio vinto dal Verona per la promozione in Serie A disputato a Terni nel 1975), perugini, battipagliesi, pisani, stabiesi (con i quali esisteva una vecchia amicizia risalente agli anni ottanta e novanta), aretini, veneziani, modenesi e genoani.